# Lucas Leyes

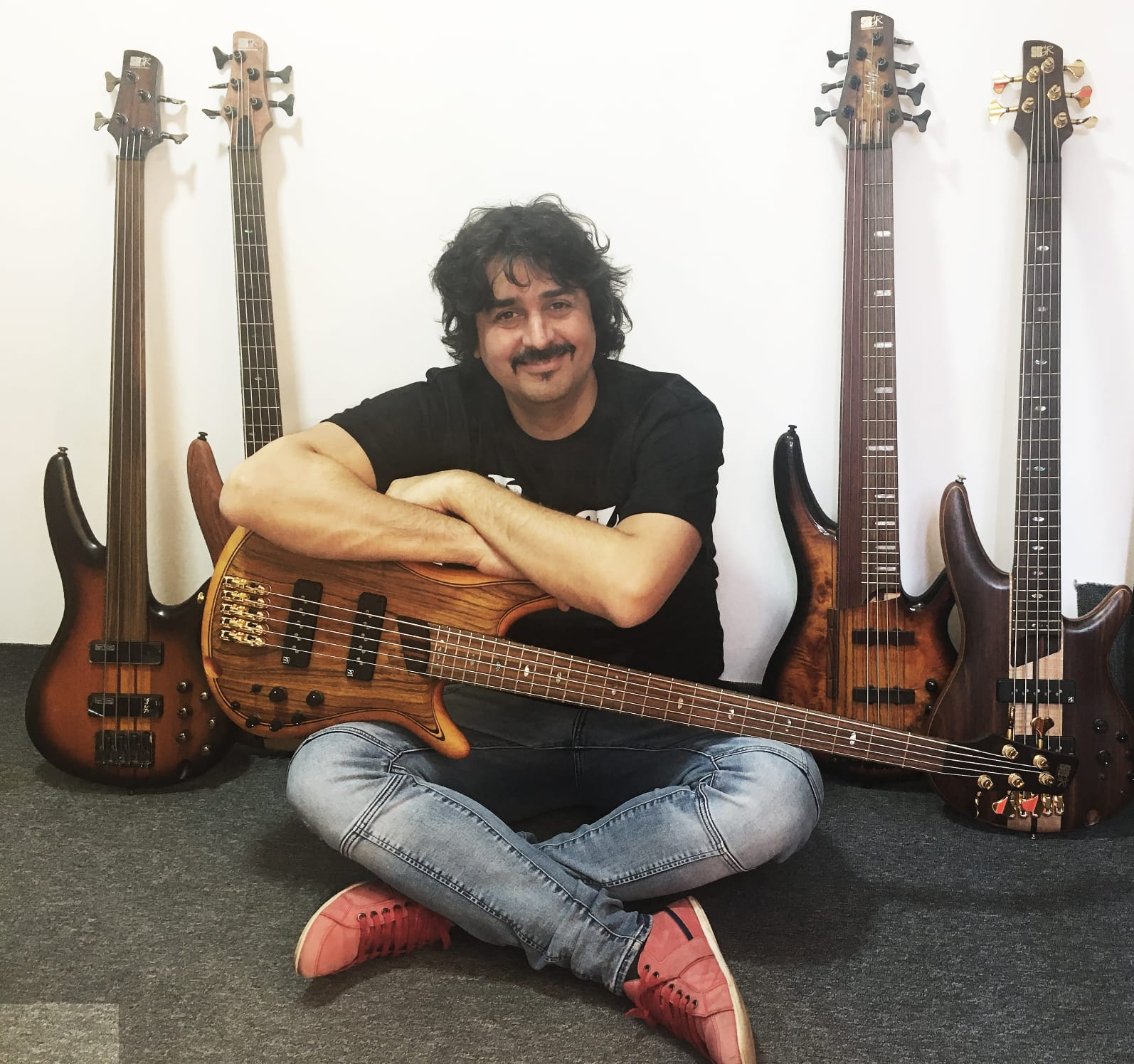
Lucas Leyes y algunos de sus bajos

Lucas Leyes (nacido el 14 de mayo de 1977) es un músico, productor, arreglador e ingeniero de sonido argentino. Es parte de la reconocida banda Kyosko como miembro estable desde 1999. 

## Biografía
Nació el 14 de mayo de 1977 en Argentina. Comenzó a estudiar música y guitarra a la edad de 9 años en el Conservatorio Nacional Carlos Lopez Buchardo de Capital Federal. Luego a los 12 años siente una gran curiosidad por el bajo eléctrico y empieza a tocar. A la edad de 15 años ingresa a la carrera en el Conservatorio E.M.P y dedica gran parte de su tiempo a estudiar distintas técnicas de dicho instrumento. Luego a los 17 años comienza a trabajar profesionalmente como sesionista en discos, shows, recitales, giras y dictando clases como profesor en diferentes institutos. Convocado también para dar clínicas dentro y fuera del país.
Paralelamente siguió con sus estudio en  Ingeniería de Sonido en la Universidad Nacional de Tres de Febrero y en Inartec la carrera de Técnico de Sonido de Estudio, Mezcla y Mastering y otros estudios particulares con  Adalberto Cevasco (Astor Piazzolla), Guillermo Vadala (Fito Páez).
Algunos de los artistas con los que trabajó y participó como productor, sesionista e ingeniero de sonido fueron: Julieta Nair Calvo y Juan Alejandro Macedonio Disney (ing. de sonido, sesionista). El Puma Rodríguez (ing. de sonido). Cuti Carabajal (productor, ing. de sonido, sesionista). Pocho La Pantera (sesionista). Nahuel Pennisi (ing. de sonido). Marcelo “Corbata” Corvalan (sesionista e ing. de sonido). Abel Pintos (sesionista). Andrés Giménez (sesionista). Telefe – Elegidos (2do ciclo) (ing. de sonido). Alex Acuña – Wather Report (productor, ing. de sonido, sesionista). Evan Craft (ing. de sonido,  sesionista). Marcos Vidal (sesionista, ing de sonido). Axel (ing. de sonido). Danilo Montero (ing. de sonido,  sesionista). Nico Domini (ing. de sonido). Leonardo Ferreyra (ing. de  sonido). Miranda (ing. de sonido). Lucia Parker (ing. de sonido, sesionista). Soledad Pastorutti (ing. de sonido). José García Lorca (ing. de  sonido). The Home Of Football Museum (productor, sesionista, ing. de sonido). Marcelo Moura (sesionista). Toti Ciliberto (sessionista). Daniel Colombres (ing. de sonido, sesionista para Ibanez internacional). Diego Chicou (productor, sesionista, ing. de sonido). Dozer (productor, sesionista, ing. de sonido). César "Banana" Pueyrredón (ing. de sonido). Litto Nebbia (ing. de sonido). Memphis La Blusera (ing. de sonido). 3 Camellos (Ing. de Sonido),  Cheche Alara (ing. de sonido).  Lito Vitale (sesionista). Claudio Basso (sesionista), Lucas Magnin  (productor, sesionista, ing. de sonido), Corto Plazo, (productor, sesionista, ing. de sonido) 
Giras por varias partes del mundo: Uruguay, Ecuador, EEUU, México, Colombia, Nicaragua, Panamá, Guatemala, Paraguay, Chile, Londres, Francia, Suiza, Italia, España.
También toco en los escenarios locales más importantes: Pepsi Music, Luna Park, Obras, Cemento, Obelisco, estadio Chaco For ever, estadio de Morón, Fiesta del inmigrante, estadio de Atlanta, estadio de All Boys, estadio Huracán, El Teatro Gran Rex, CCK, ND Ateneo, Vorterix, Groove, Teatro de Flores… entre otros. 
Trabajó en compañías como Disney, EMI, Sony Music, Universal, Vida Zondervan, CanZion, Telefé, GENTV, JETLAG Producciones y es endorsment de Ibanez, Hartke, Shure, D'Addario, iGig. 
Compartió escenario con: Abel Pintos – Babasónicos - Dave Matthews Band - Axel – Dante Spinetta – Carajo – Arbol - Andrés Calamaro - León Gieco - Los Violadores - Julio Boca - Los Cafres - The Hives - Fito Páez - El Puma Rodríguez - Ricardo Montaner - Nine Inch Nails - Marcos Witt - Evan Craft - Mötley Crüe - Kevin Max – Switchfoot – Delirius - Stone Temple Pilots – Airbag - La Mosca - The Cult – Beatsteaks - Catupecu Machu - Alex Campos -Torre Fuerte - D-mente - Rata Blanca - Cadena Perpetua - Super Ratones - Infierno 18 - Loquillo - Estelares - Los Tipitos - Los Auténticos Decadentes - Los Natas - Pier - Beatsteaks - Bulldog - Ratones Paranoicos - Las Pelotas - El Cuarteto de Nos - Bahiano - Gilespi - Hilda Lizarazu - Adrián Otero - La Portuaria - El mató a un policía motorizado - 7 Delfines - Black Rebel Motorcycle Club - Adam Green - Leo García - El Otro Yo - Massacre - Karamelo Santo - Kapanga - Ky-Mani Marley - Los Pericos - Cultura Profética – Gondwana - Los Naufragos – Soledad Pastorutti entre otros.
Actualmente se encuentra trabajando en su Estudio y Productora “Elpaal”, como director general, desarrollando su labor como Productor, Técnico de Sonido, Sesionista, y Girando con Ky.Os.Ko.

## Distinciones y Premios
- 2005 Premios Águila y UNESCO. La ̈Asociación de comunicadores Sociales ̈ ADECOS, una organización que trabaja en conjunto con UNESCO, otorgó  un premio en reconocimiento al esfuerzo que realiza al transmitir valores a través del Arte y la Música .
- 2005 Premios Arpa , estuvo nominado en las categorías: Mejor Álbum de Rock/Pop por Maquillaje Gama - Mejor Diseño de Portada.
- 2006 GMA Dove Awards  Por primera vez en la historia de estos premios KYOSKO estuvo nominado en la categoría Mejor videoclip, por la canción "Quien Sabe", siendo la única banda Latina que alguna vez estuvo nominada en esta categoría. La nominación fue compartida con Switchfoot, Thousand Foot Krutch, Dizmas, Relient K y Kids in the Way.
- 2008 Premios ARPA: Mejor Diseño de Portada Universo 4 - Mejor Video, Inmortalidad.
- 2008 Disco de Oro: Universo 4
- 2008 Premios Gardel: Nominados a Mejor Disco de Rock
- 2009 Premios ARPA: Mejor Video, Borde Real
- 2012 Premios Monster Music Awards: Mejor banda de Rock.[6]
- 2019 Martin Fierro:  Contenido digital de interés general (Director musical).
- 2023 Premio Monster Music Award (México) como Productor y sesionista de Dozer
- 2023 Premio Monster Music Award (México) ingeniero de sonido para el disco 20 años Kyosko y trayectoria

## Entrevista en algunos medios
- TeLeFe - La Liga
- Revista Guitarras y Bajo
- Escenario Alternativo Lito Vitale
- CMTV
- Much Music
- Vorterix - Mario Pergolini Entrevista completa
- Pag12
- Los andes